# Clubiona bishopi
Clubiona bishopi är en spindelart som beskrevs av Edwards 1958. Clubiona bishopi ingår i släktet Clubiona och familjen säckspindlar. Inga underarter finns listade i Catalogue of Life.